# Krankenversicherungsmathematik
Die Krankenversicherungsmathematik ist ein Teilgebiet der Versicherungsmathematik. Sie befasst sich mit der Prämienkalkulation in der Krankenversicherung.

## Krankenversicherung nach Art der Lebensversicherung
Das deutsche Krankenversicherungswesen ist zweigliedrig. Es unterscheidet zwischen der gesetzlichen Krankenversicherung (GKV) und privaten Krankenversicherungsunternehmen (PKV). Anders als in der gesetzlichen Krankenversicherung, in der die Beiträge grundsätzlich nach den beitragspflichtigen Einnahmen der Mitglieder bemessen werden (§ 223 Abs. 2 SGB V), erfolgt die Beitragsberechnung in der PKV nach dem individuellen Risiko des Versicherten.
Private Krankenversicherungsunternehmen bieten sowohl Tarife an, die ganz oder teilweise den im gesetzlichen Sozialversicherungssystem vorgesehenen Kranken- oder Pflegeversicherungsschutz ersetzen können (substitutive Krankenversicherung) als auch Tarife, die nur Leistungen vorsehen, die im Leistungskatalog der gesetzlichen Krankenversicherung oder der gesetzlichen Pflegepflichtversicherung nicht vorgesehen sind und damit den gesetzlichen Krankenversicherungsschutz ergänzen (nicht-substitutive Krankenversicherung).
Ist eine private Krankheitskostenvollversicherung mit dem gesetzlichen Mindestschutz ausgestaltet und damit ein Ersatz (Substitut) zu dem im gesetzlichen Sozialversicherungssystem vorgesehenen Kranken- und Pflegeversicherungsschutz (substitutive Krankenversicherung), darf sie in der Bundesrepublik Deutschland gemäß § 146 Versicherungsaufsichtsgesetz (VAG) nur nach Art der Lebensversicherung betrieben werden. Aus dieser Forderung folgt, dass ein Krankenversicherungsunternehmen diese Tarife wie eine Lebensversicherung kalkulieren muss (§ 138 VAG). Dies trifft insbesondere zu, wenn eine Alterungsrückstellung unter Berücksichtigung des Äquivalenzprinzips gebildet wird. Gemäß § 156, § 141 VAG müssen Versicherungsunternehmen, die die substitutive Krankenversicherung betreiben,  wie die Lebensversicherungsunternehmen einen Verantwortlichen Aktuar bestellen.
Zum Schutz der Versicherten ist die Kalkulation stark reglementiert und insbesondere in der Krankenversicherungsaufsichtsverordnung (KVAV) näher geregelt.
Für die nicht-substitutive Krankenversicherung hat die Deutsche Aktuarvereinigung einen Fachgrundsatz zur Prämien-Erst- sowie der Prämien-Nachkalkulation von Krankenversicherungstarifen nach Art der Schadenversicherung entwickelt.

## Aufgabenstellungen der Krankenversicherungsmathematik
- Berechnung der Prämien auf versicherungsmathematischer Grundlage unter Verwendung von Wahrscheinlichkeitstafeln (siehe z. B.[5]) und anderen statistischen Daten, insbesondere die Berücksichtigung der maßgeblichen Annahmen zur Invaliditäts- und Krankheitsgefahr, zur Sterblichkeit, zur Alters- und Geschlechtsabhängigkeit des Risikos, zur Stornowahrscheinlichkeit bei Berücksichtigung von Sicherheits- und sonstigen Zuschlägen und eines Rechnungszinses von maximal 3,5 %.
- Berechnung der Alterungsrückstellung nach § 341f HGB
- Überprüfung der Finanzlage des Unternehmens auf dauernde Erfüllbarkeit der sich aus den Versicherungsverträgen ergebenden Verpflichtungen
- Überprüfung der Solvabilitätsvorschriften
- Prämienänderungen
- Nachweis der Wirtschaftlichkeit von Wahltarifen nach § 53 SGB V.